# Fractura supersónica
Las fracturas supersónicas son fracturas donde la velocidad de propagación de la fractura es más alta que la velocidad del sonido en el material. Este fenómeno fue descubierto por primera vez por científicos del Instituto Max Planck para la Investigación de Metales en Stuttgart (Markus J. Buehler y Huajian Gao) y el Centro de Investigación IBM Almaden en San José, California (Farid F. Abraham).
Los problemas de fractura intersónica y supersónica se convierten en la frontera de la mecánica de fractura dinámica. El trabajo de Burridge inició la exploración del crecimiento de grietas intersónicas (cuando la velocidad de la punta de la grieta V se encuentra entre la cizalladura en la velocidad de onda C^8 y la velocidad de onda longitudinal C^1.
La fractura supersónica fue un fenómeno totalmente inexplicable por las teorías clásicas de la fractura. Las simulaciones de dinámica molecular realizadas por el grupo en torno a Abraham y Gao han demostrado la existencia de grietas en modo intersónico I y en modo supersónico II. Esto motivó un análisis mecánico continuo de grietas supersónicas en modo III por Yang. El progreso reciente en la comprensión teórica de la hiperelasticidad en fracturas dinámicas ha demostrado que la propagación de grietas supersónicas solo puede entenderse introduciendo una nueva escala de longitud, llamada χ; que gobierna el proceso de transporte de energía cerca de una punta de crack. La dinámica de la grieta está completamente dominada por las propiedades del material dentro de una zona que rodea la punta de la grieta con un tamaño característico igual a χ. Cuando el material dentro de esta zona característica se endurece debido a las propiedades hiperelásticas, las grietas se propagan más rápido que la velocidad de la onda longitudinal. El grupo de investigación de Gao ha utilizado este concepto para simular el problema de Broberg de propagación de grietas dentro de una tira rígida incrustada en una matriz elástica suave. Estas simulaciones confirmaron la existencia de una longitud característica de energía. Este estudio también tuvo implicaciones para la propagación dinámica de grietas en materiales compuestos. Si el tamaño característico de la microestructura compuesta es mayor que la longitud característica de energía, χ; los modelos que homogeneizan los materiales en un continuo efectivo estarían en un error significativo. El desafío surge de diseñar experimentos y simulaciones interpretativas para verificar la longitud característica de la energía. Se debe buscar la confirmación del concepto en la comparación de experimentos sobre grietas supersónicas y las predicciones de las simulaciones y análisis. Si bien mucha emoción se centra con razón en la actividad relativamente nueva relacionada con el agrietamiento intersónico, queda por incorporar una posibilidad antigua pero interesante en el trabajo moderno: para una interfaz entre materiales elásticamente diferentes, la propagación de grietas que es subsónica pero excede la velocidad de onda de Rayleigh ha sido previsto para al menos algunas combinaciones de las propiedades elásticas de los dos materiales. 